# (2369) Chekhov
(2369) Chekhov (1976 GC8) – planetoida z grupy pasa głównego asteroid okrążająca Słońce w ciągu 4,65 lat w średniej odległości 2,78 au. Odkryta 4 kwietnia 1976 roku.